# Turn It On Again
Singles de Genesis
Many Too Many
(1978) Duchess
(1980)
Turn It On Again est une chanson du groupe de rock britannique Genesis parue sur l'album Duke en 1980. Elle a été jouée de nombreuses fois sur scène, comme pendant le concert Knebworth en 1990.
Le titre est également éponyme de la compilation consacrée au groupe en 2006 et y figure en première piste.

## Culture populaire
Turn It On Again fait partie de la bande son du jeu vidéo Grand Theft Auto: Vice City Stories, sorti en 2006 : elle est diffusée sur la station de radio fictive Flash FM[réf. nécessaire].

## Reprises
Daryl Stuermer, le guitariste-bassiste de Genesis en tournée depuis 1978, a enregistré la chanson sur son album Another Side of Genesis (2000).
Ray Wilson, qui avait remplacé Phil Collins comme chanteur de Genesis entre 1998 et 1999, reprend la chanson sur ses albums Genesis Klassik (2009), Genesis Classic (Live In Poznan) (2011) et Stiltskin Vs.Genesis (2015).
Le tribute band allemand Still Collins, formé en 1995, incorpore la chanson dans son répertoire de concert.
1. ↑  Daryl Stuermer – Another Side Of Genesis (2000, CD) (lire en ligne)
2. ↑  Ray Wilson & The Berlin Symphony Ensemble – Genesis Klassik (2009, CD) (lire en ligne)
3. ↑  Ray Wilson & The Berlin Symphony Ensemble – Genesis Classic (Live In Poznan) (2011, CD) (lire en ligne)
4. ↑  « Ray Wilson - Stiltskin Vs.Genesis », sur Discogs (consulté le 4 juin 2021)
5. ↑  « Still Collins Tour Statistics | setlist.fm », sur www.setlist.fm (consulté le 4 juin 2021)